# هيرفيه غوثير
هيرفيه غوثير (بالفرنسية: Hervé Gauthier)‏ هو لاعب كرة قدم ومدرب كرة قدم فرنسي، ولد في 28 مايو 1949 في Janzé ‏ في فرنسا. لعب مع راسينغ كولومب وستاد لافال ونادي ليل.

## وصلات خارجية
- هيرفيه غوثير على موقع قاعدة بيانات كرة القدم.إي يو (الإنجليزية)
- هيرفيه غوثير على موقع Soccerway.com (الإنجليزية)
- هيرفيه غوثير على موقع عالم كرة القدم.نت (الإنجليزية)
- هيرفيه غوثير على موقع GSA (الإنجليزية)